# Gefrees
Gefrees is een gemeente in de Duitse deelstaat Beieren, en maakt deel uit van het Landkreis Bayreuth.
Gefrees telt 4.251 inwoners.

## Indeling van de gemeente
Gefrees bestaat uit 44 officiële Gemeindeteile; ook de typeringen (Pfarrdorf enz.) hebben een officieel ambtelijk karakter:
- De hoofdplaats, het stadje Gefrees
- Het Pfarrdorf (parochiedorp) Streitau, 3½ km ten noordwesten van Gefrees, aan de westkant van de A9
- Het Kirchdorf (dorp met een eigen kerk) Stein, 7 km ten zuidwesten van Gefrees
- De 12 Dörfer ((vaak zeer kleine) dorpen zonder eigen kerk): Böseneck, Falls, Gottmannsberg, Grünstein, Kornbach, Lübnitz, Lützenreuth, Metzlersreuth, Schamlesberg, Witzleshofen, Wundenbach en Zettlitz
- De 11 Weiler (gehuchten) Ackermannshof, Bucheck, Entenmühle, Haidlas, Hermersreuth, Höflas, Hollenreuth, Mittelbug, Neuenreuth, Oberbug en Unterbug
- De 18 Einöden[2] Bechertshöfen, Grünhügel, Hämmerlas, Hinterbug, Hutschenreuth, Kastenmühle, Hinterer Kesselberg, Vorderer Kesselberg, Kirschbaum, Knopfhammer, Meyerhof, Neubau, Oberneuenreuth, Petzet, Sand, Schweinsbach , Streitauermühle en Wagnerseinzel.

## Ligging, infrastructuur

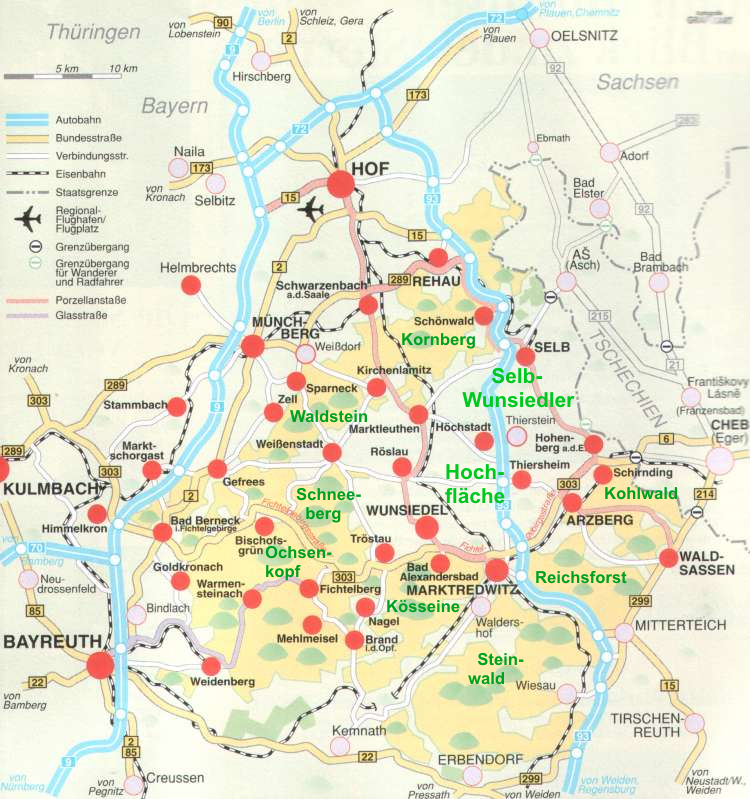
Fichtelgebergte
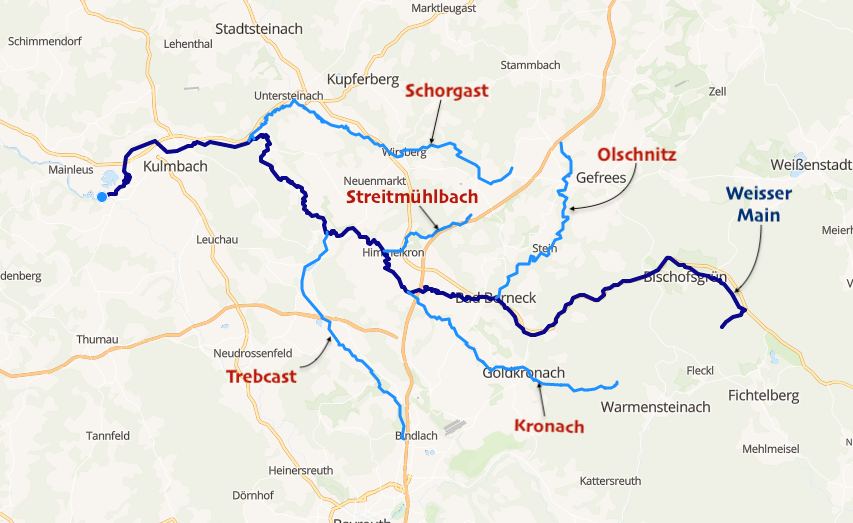
Stroomgebied Ölschnitz en Witte Main

Gefrees ligt aan de uiterste westrand van het Fichtelgebergte, zie het kaartje.
De dichtstbij gelegen wat grotere stad is Bayreuth, dat bijna 25 km ten zuiden van Gefrees ligt. 
Door de gemeente stromen enige beken, die uiteindelijk via de Lübnitzbach en de Ölschnitz in de Witte Main uitmonden. Deze zijn alleen voor de waterhuishouding en om hun ecologische waarde als natuurgebied van enig belang.
Het stadje Gefrees wordt doorsneden door de (deels voormalige) Bundesstraße 2. Ruim 3 kilometer ten westen van Gefrees kruist deze  B2 de Autobahn A9 op afrit 37.
Openbaar vervoer is beperkt tot een lijnbus naar de stad Bayreuth v.v. en enige schoolbussen. Deze lijnen rijden niet vaker dan een- tot viermaal per dag, en in de weekends nog minder.

### Buurgemeentes
- In het zuiden: Bischofsgrün en Bad Berneck im Fichtelgebirge
- In het westen, in de Landkreis Kulmbach: Marktschorgast
- In het noorden, in de Landkreis Hof: Stammbach en Zell
- In het oosten, in de Landkreis Wunsiedel im Fichtelgebirge: Weißenstadt.

## Economie
Aan de westkant van Gefrees ligt een bedrijventerrein voor  met name lokaal en regionaal midden- en kleinbedrijf. Twee grotere ondernemingen in Gefrees zijn: 
- Er is een filiaal van een groot Duits, in geheel West-Europa actief bedrijf[4] in bouwsteigers, bekistingen e.d. gevestigd.
- Verder zetelt er een middelgrote productielocatie van een fabrikant van luchtfilters en van onderdelen van automotoren e.d.[5].

Vanwege het natuurschoon in de omgeving is er ook sprake van enig toerisme. Verscheidene inwoners van Gefrees verhuren (delen van) hun huis als vakantiewoning.

## Geschiedenis

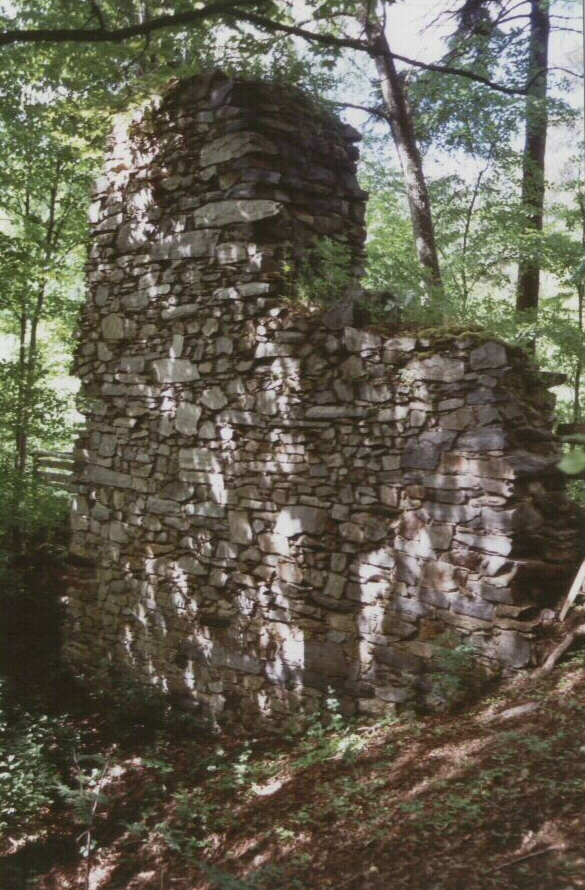
Ruïne Grünstein
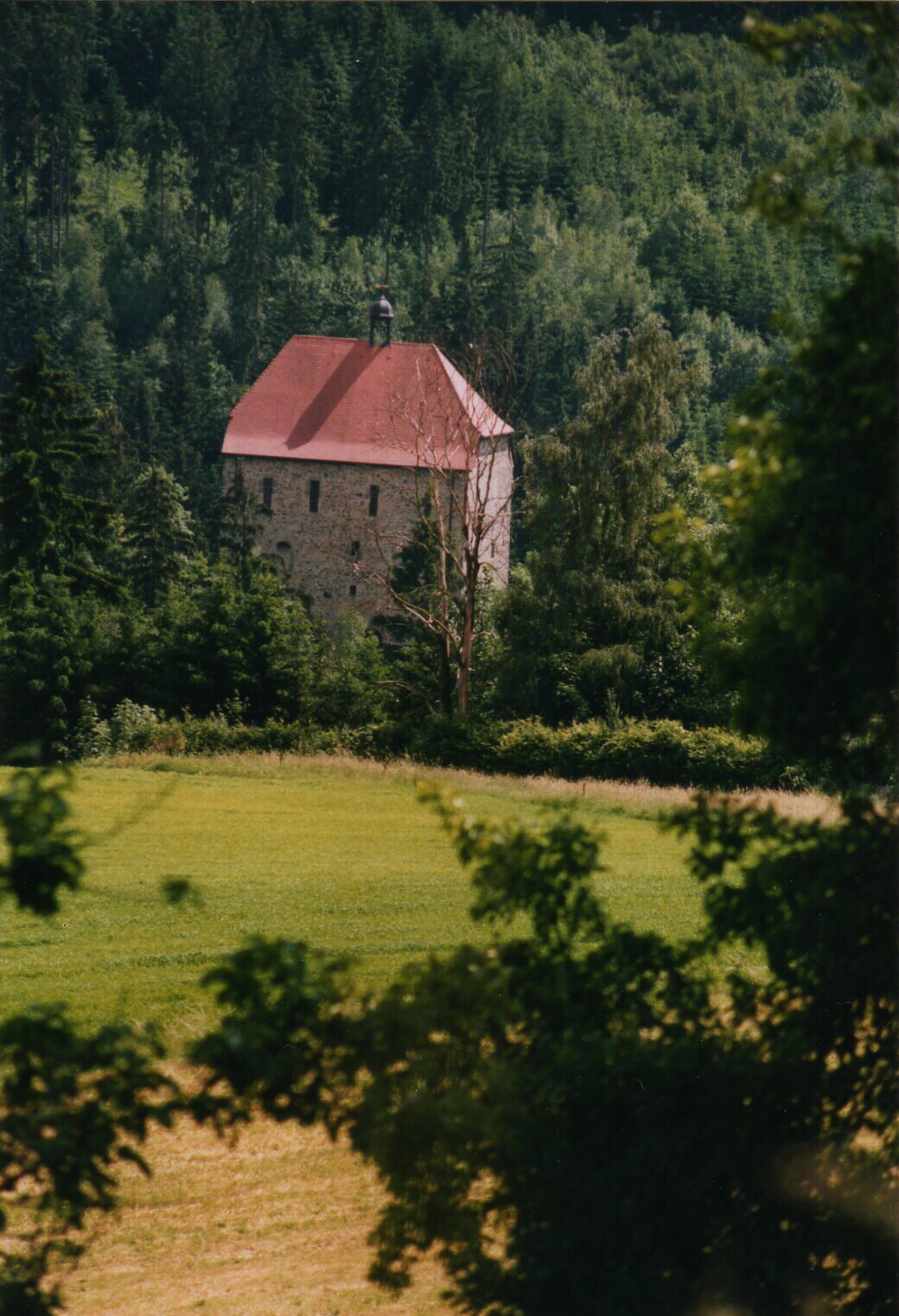
Kapel voormalig kasteel Burg Stein
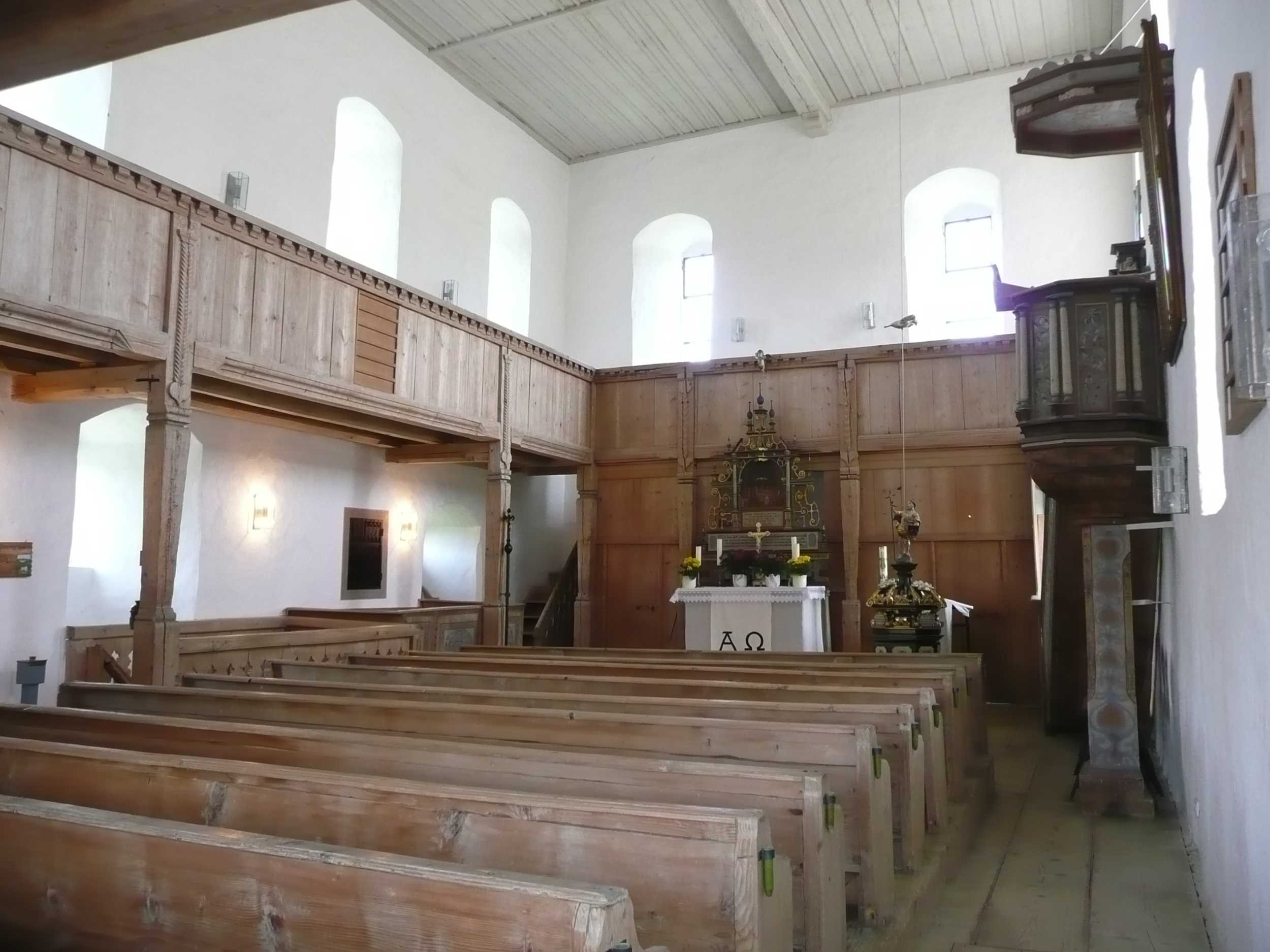
Idem, interieur
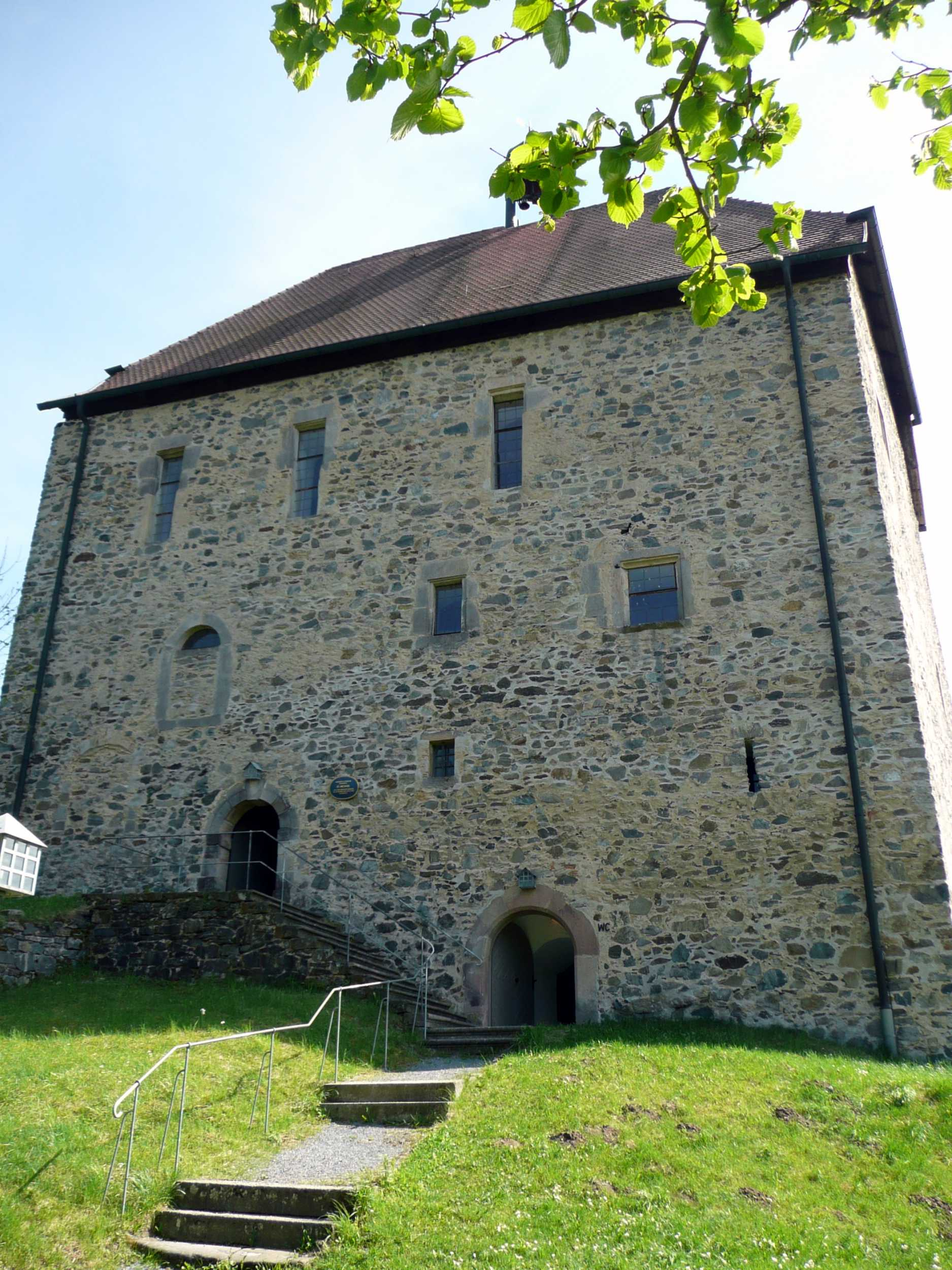
Voormalig kasteel Stein
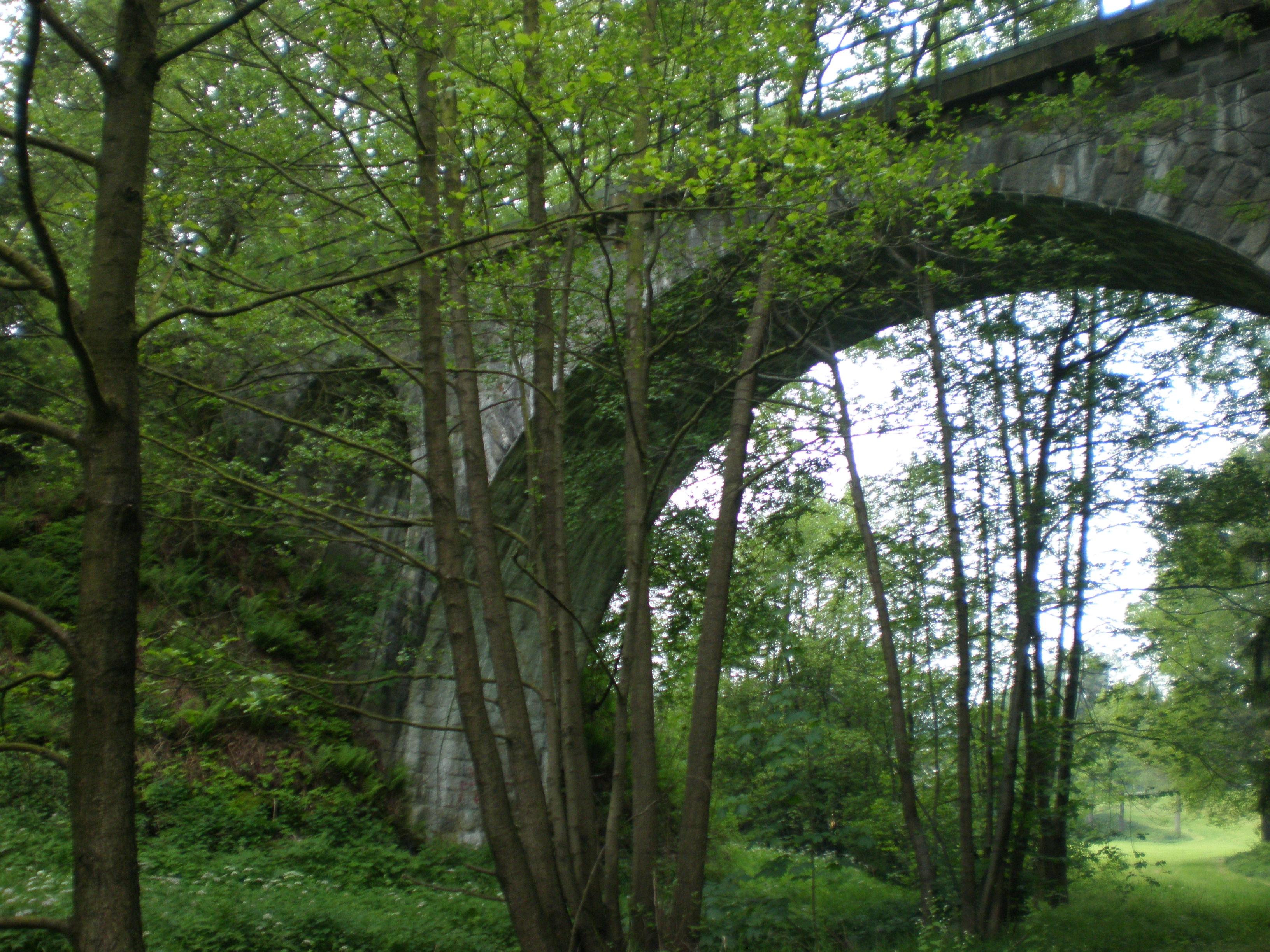
Voormalig spoorviaduct over de Ölschnitz

Plaatselijke historici leiden de ietwat bizarre plaatsnaam Gefrees af van Middelhoogduits Gevreatze, wat gevreet of smulpartij betekent. Het stadje, waar vermoedelijk enige goede herbergen stonden, lag op de kruising van enkele belangrijke handelswegen, o.a. van en naar Leipzig, over de Alpen  naar Verona, naar  Cheb, Frankfurt am Main, Würzburg en Bamberg.
In de middeleeuwen lag de omgeving van Gefrees in het -regelmatig betwiste- grensgebied tussen het Prinsbisdom Bamberg, dat in Stein, gemeente Gefrees een kasteel bezat,  en de Rijksstad Neurenberg, die vanaf plm. 1340 het gebied van het naburige Bad Berneck im Fichtelgebirge beheerste, en dat enkele kilometers ten zuiden van Gefrees een door hun ministerialen bestuurd, in de 16e eeuw tot een ruïne vervallen kasteel Grünstein bezat. Ook Gefrees zelf, dat voor het eerst in een document uit het jaar 1366 vermeld wordt, was Neurenbergs. In documenten uit de jaren 1403 en 1444 wordt Gefrees stad genoemd. Van 1500 tot aan de Napoleontische tijd behoorde het tot de deze staten overkoepelende Frankische Kreits. In de Dertigjarige Oorlog (1618-1648) liep Gefrees meermaals oorlogsschade op.
In de geschiedschrijving van Gefrees speelt voedsel en drank geen onbelangrijke rol. In 1581 is sprake van betaling van Ungeld, belasting op ter plaatse gebrouwen bier. In 1692 had het stadje vijf herbergen. In 1875 waren in Gefrees, met toen circa 1.500 inwoners,  16 bakkers en 27 slagers gevestigd.
Gedurende de Vijfde Coalitieoorlog, op 8 juli 1809, vond bij Gefrees een veldslag plaats tussen Oostenrijkse en Frans-Napoleontische troepen. De Oostenrijkers wonnen deze slag.
In 1872 werd Gefrees door een stadsbrand nagenoeg geheel verwoest, en daarna in modernere stijl herbouwd. Daarna begon een periode van industrialisering. Van 1902 tot 1973, voor goederenvervoer nog tot 1993, had Gefrees een station aan een spoorlijntje naar Falls, ten oosten van Marktschorgast. In de nazi-tijd verkreeg de plaats aansluiting op de Autobahn Berlijn - München. In maart 1945 werden tientallen gevangenen, vooral Russen, op een dodenmars door het gebied gestuurd. Twee jaar later ontdekten Amerikaanse militairen op de begraafplaats van Gefrees  een massagraf met daarin de lichamen van circa 50 gevangenen, die aan ontbering, uitputting of honger waren gestorven. 
De meeste dorpjes en gehuchten, die tot de gemeente behoren, waren vroeger zelfstandige gemeenten, en werden bij gemeentelijke hervormingen in de jaren 1971-1978 aan de gemeente Gefrees  toegevoegd.

## Bezienswaardigheden, toerisme
- Een groot folkloristisch evenement, jaarlijks in de eerste helft van juli, is het enkele dagen durende Wiesenfest, dat veel bezoekers uit de wijde omgeving trekt.
- Vooral ten oosten van Gefrees is het bergland bebost en leent zich voor, ook lange, wandelingen. Via de website van de gemeente kan men diverse wandelroutes downloaden.
- Schilderachtig, op een vooruitspringende heuveltop aan het riviertje Ölschnitz gelegen, is het restant van de Burg Stein, nabij het dorp van die naam. Het gebouw is als evangelisch-lutherse kapel in gebruik.

## Afbeeldingen

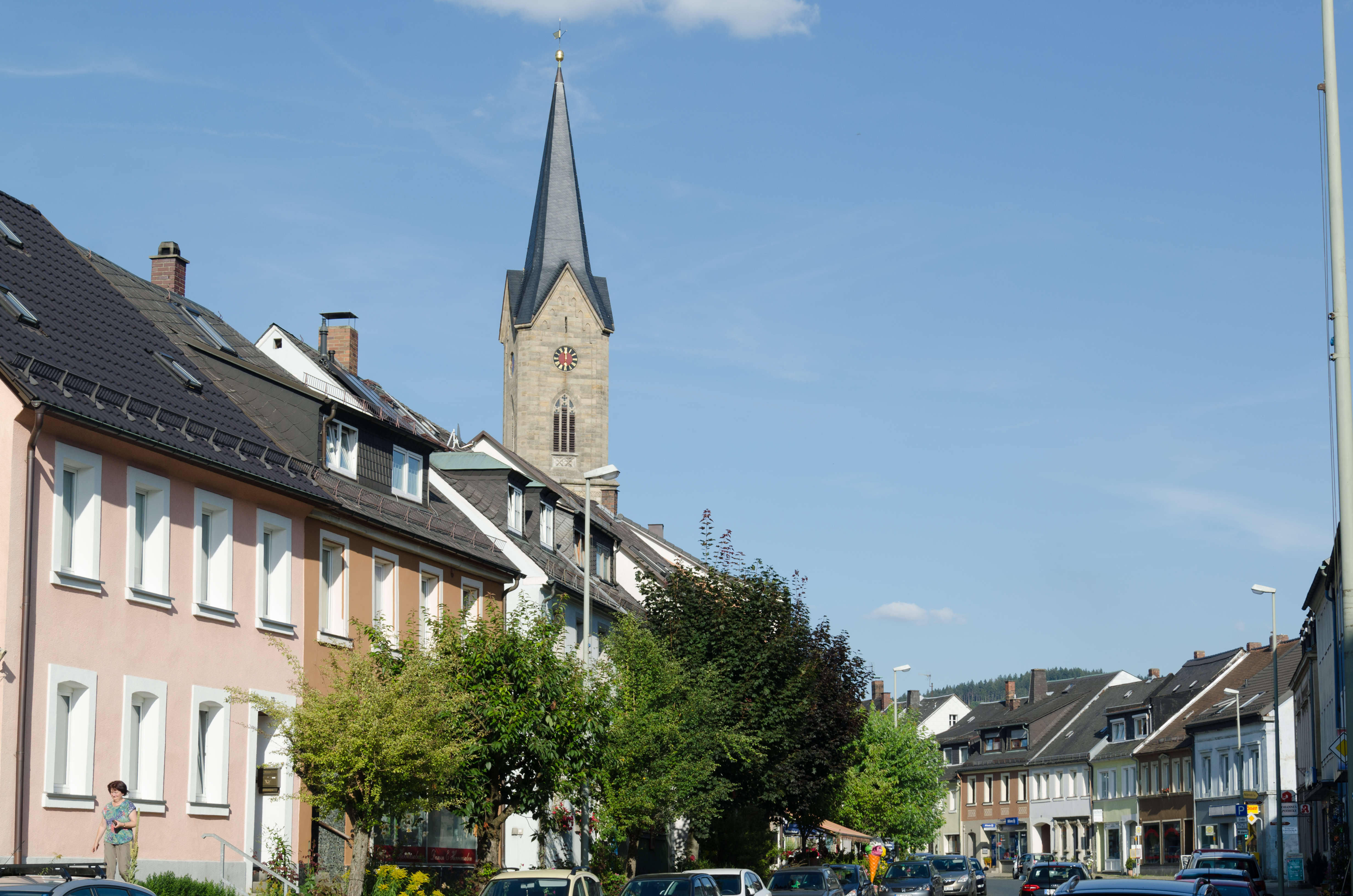
Hoofdstraat te Gefrees
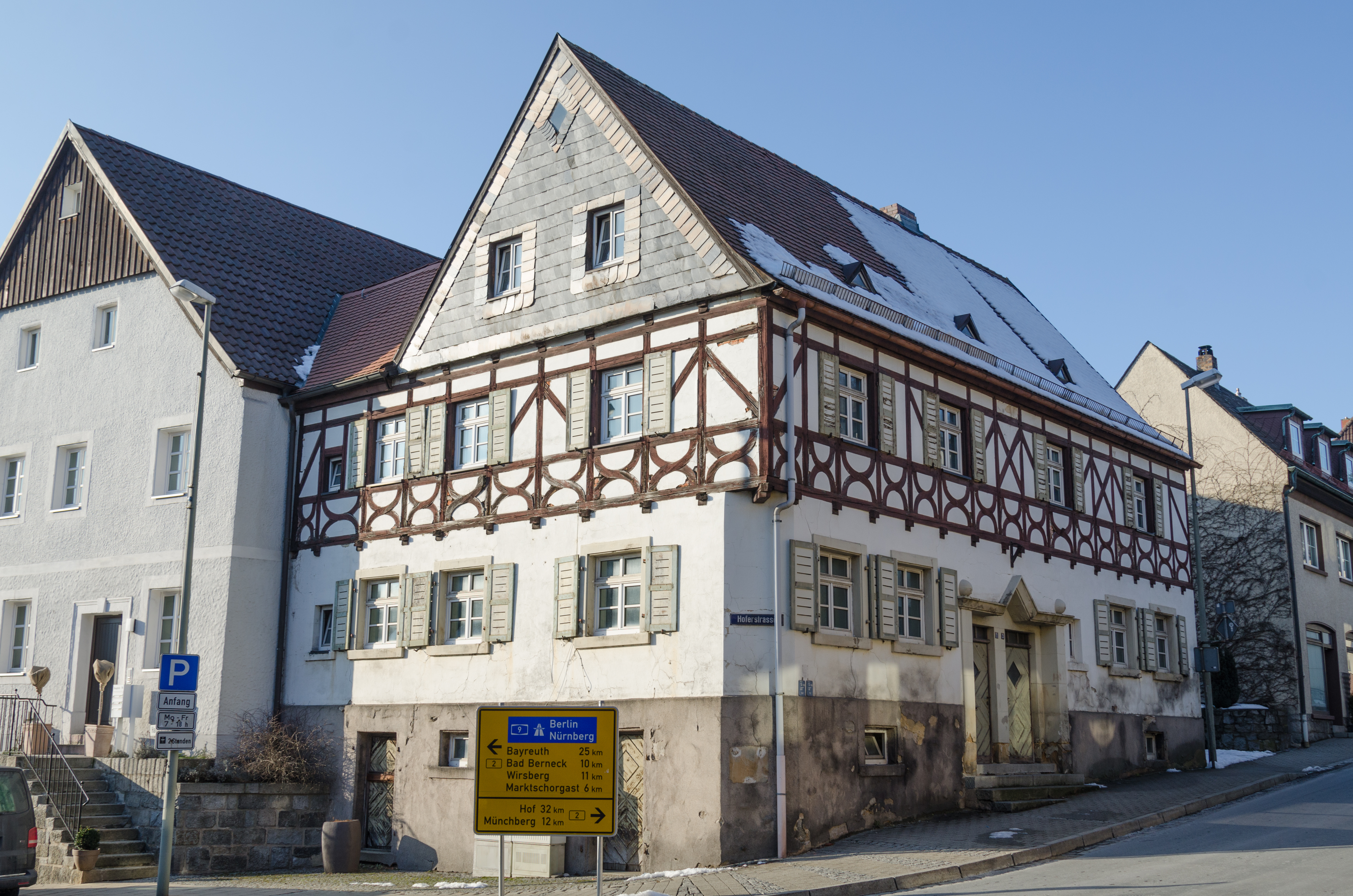
Huis Hofer Straße 1, één van de weinige bewaard gebleven oude huizen in Gefrees
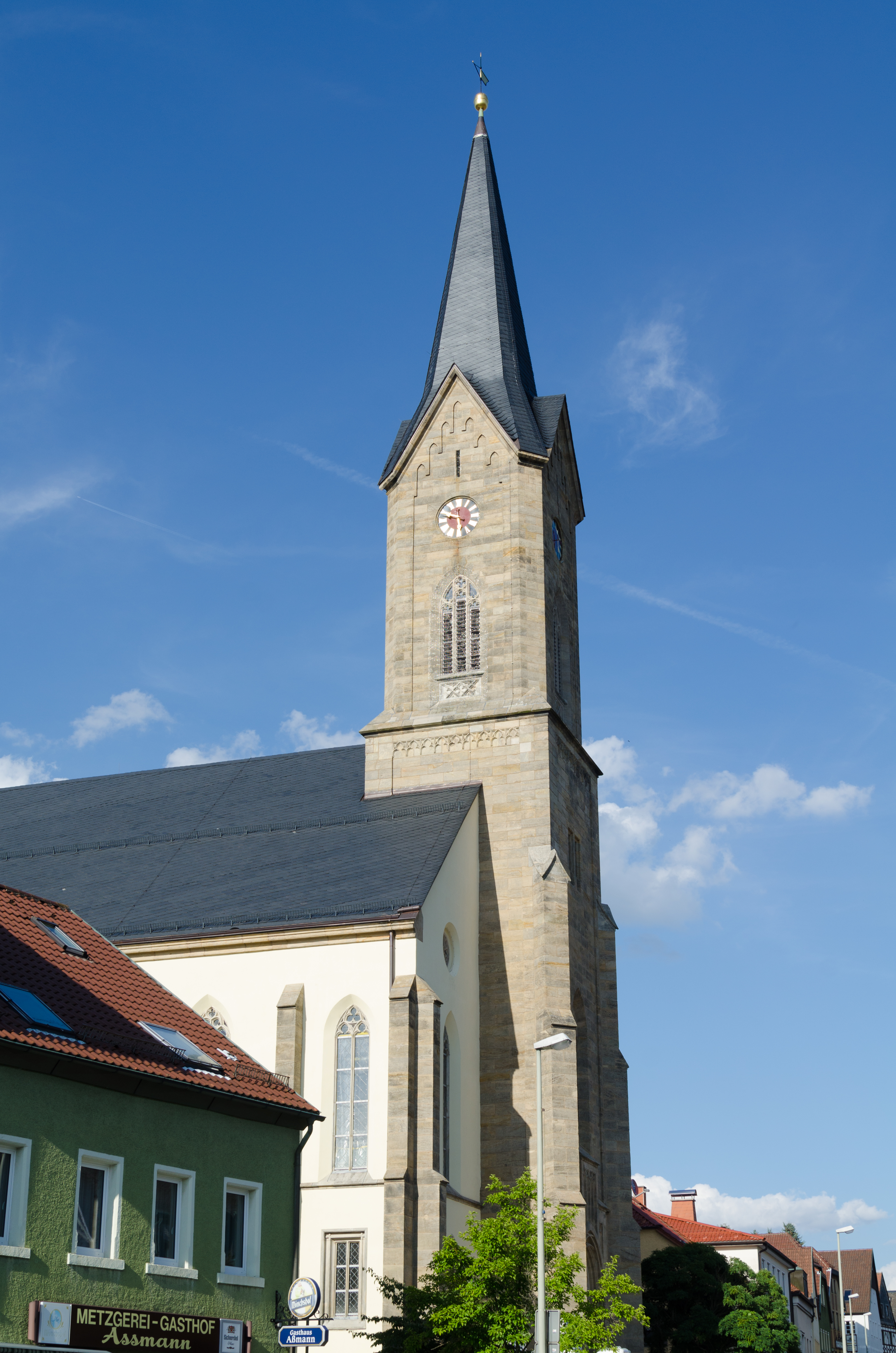
Gefrees, evang.-lutherse Johannes-de-Doperkerk (1879)
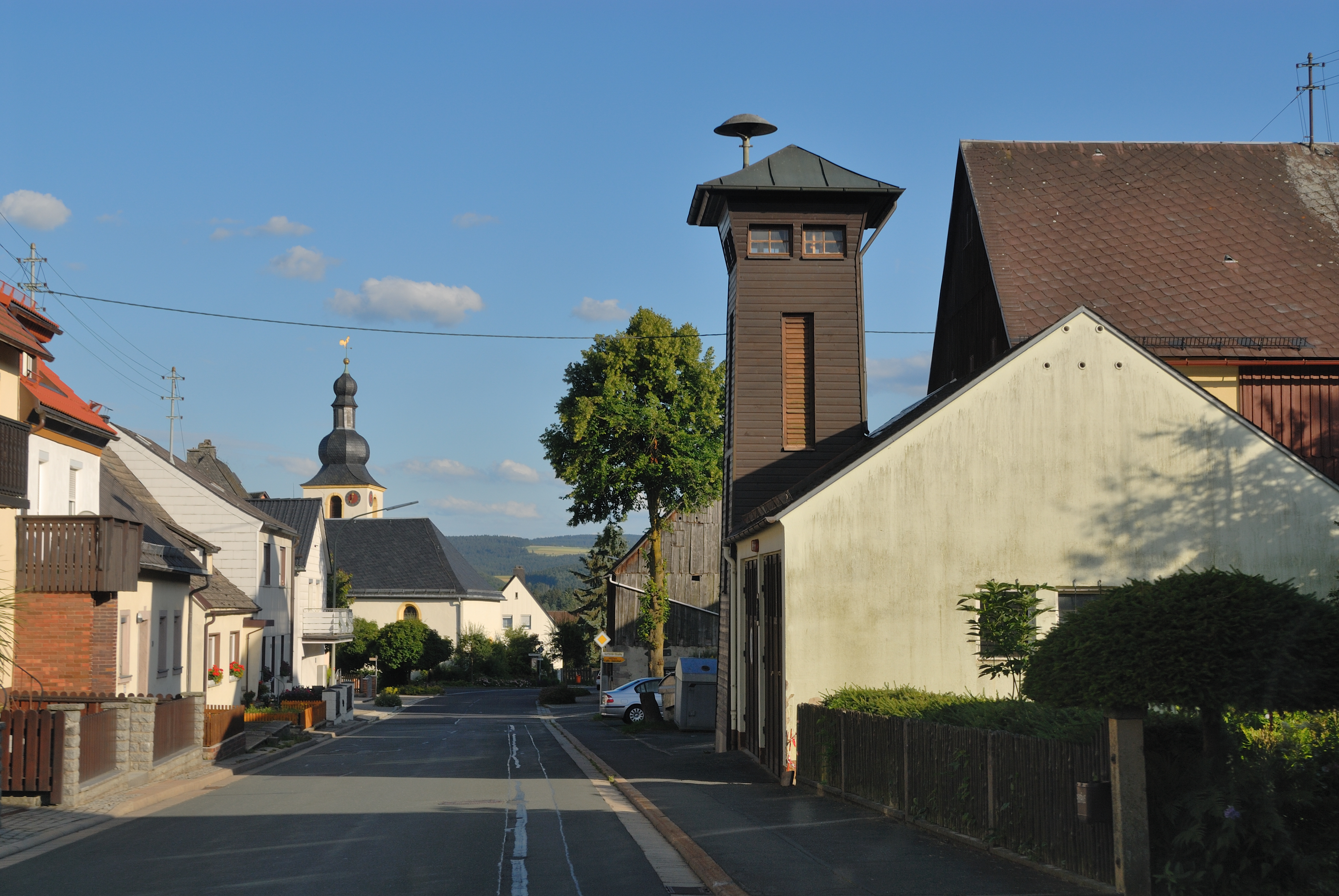
Gefrees-Streitau (2009) met de Sint-Joriskerk

Ahorntal ·
Aufseß ·
Bad Berneck im Fichtelgebirge ·
Betzenstein ·
Bindlach ·
Bischofsgrün ·
Creußen ·
Eckersdorf ·
Emtmannsberg ·
Fichtelberg ·
Gefrees ·
Gesees ·
Glashütten ·
Goldkronach ·
Haag ·
Heinersreuth ·
Hollfeld ·
Hummeltal ·
Kirchenpingarten ·
Mehlmeisel ·
Mistelbach ·
Mistelgau ·
Pegnitz ·
Plankenfels ·
Plech ·
Pottenstein ·
Prebitz ·
Schnabelwaid ·
Seybothenreuth ·
Speichersdorf ·
Waischenfeld ·
Warmensteinach ·
Weidenberg